# Margaret Martonosi
 Margaret Rose Martonosi  (* 1964) ist eine US-amerikanische Informatikerin und Hochschullehrerin. Sie ist Hugh Trumbull Adams '35 Professor of Computer Science am Department of Computer Science an der Princeton University.

## Leben und Werk
Margaret R. Martonosi studierte von 1982 bis 1986 Elektrotechnik an der Cornell University, wo sie ihren Bachelor of Science Abschluss erhielt. Danach forschte sie als Wissenschaftliche Mitarbeiterin an der Stanford University, wo sie 1993 in Elektrotechnik bei den Informatikern Thomas Edward Anderson und Anoop Gupta promovierte mit der Dissertation: Analyzing and Tuning Memory Performance in Sequential and Parallel Programs. Seit 1994 ist sie Hugh Trumbull Adams '35 Professorin für Informatik an der Princeton University.
Von 2005 bis 2007 war sie stellvertretende Dekanin für akademische Angelegenheiten an der Princeton School of Engineering and Applied Science. Von 2015 bis 2016 arbeitet sie als eine von elf Jefferson Science Fellows im US-Außenministerium im Office of International Communications and Information Policy (CIP) des Economics Bureau. Von 2017 bis 2020 war sie Direktorin des Keller Center for Innovation in Engineering Education. Im Jahr 2019 wählte die National Science Foundation (NSF) sie als Assistant Director for Computer and Information Science and Engineering (CISE) und während ihrer Tätigkeit bei der NSF ist sie von der Princeton University beurlaubt.

## Forschung
Martonosis Forschungsinteressen konzentrieren sich auf Informatik und Computertechnik, insbesondere Computerarchitektur und Mobile Computing, mit Schwerpunkt auf energieeffizienten Systemen. Ihre Arbeit umfasste die Entwicklung des Wattch Power Modeling Tools und das Princeton ZebraNet Mobile Sensor Network-Projekt für das Design und den realen Einsatz von Zebra-Tracking-Halsbändern in Kenia. Sie etablierte das neue Forschungsfeld der mobilen Sensornetzwerke und entwickelte mit ZebraNet energieeffiziente Protokolle für paarweise Datenübertragungen über kurze Distanzen. Die Arbeit von Martonosis zeigte, dass spärlich eingesetzte mobile Sensoren hohe Datenübertragungsraten und Sensorabdeckung über große Bereiche hinweg bei praktikablen Energiebudgets bieten können. In Kenia versorgte ZebraNet Biologen mit nie zuvor gesehenen Verhaltensdaten von Tieren. Ihre aktuelle Forschung konzentriert sich auf Computerarchitektur und Hardware-Software-Schnittstellenprobleme sowohl in klassischen als auch in Quantencomputersystemen.
Sie ist eine Erfinderin und Inhaberin von sieben US-Patenten und Mitautorin zweier technischer Nachschlagewerke über leistungsbewusste Computerarchitektur. Sie ist Mitglied des Board of Directors der Computing Research Association (CRA). Im Februar 2022 betrug ihr h-Index 77.

## Auszeichnungen und Ehrungen (Auswahl)
- 2009: ACM Fellow
- 2010: Graduate Mentoring Award, Princeton University
- 2011: IEEE Fellow
- 2013: Undergraduate Research Mentoring Award, National Center for Women & Information Technology
- 2013: Anita Borg Institute Women of Vision Awards[8]
- 2018: IEEE Computer Society Technical Achievement Award
- 2019: ACM SIGARCH Alan D. Berenbaum Distinguished Service Award
- 2020: Distinguished Service Award, Computing Research Association
- 2020: Mitglied der American Academy of Arts and Sciences
- 2021: ACM-IEEE CS Eckert-Mauchly Award[9]
- 2021: Mitglied der National Academy of Engineering

## Veröffentlichungen (Auswahl)
- mit Rajeev Balasubramonian, Natalie Enright Jerger:  Innovations in the Memory System (Synthesis Lectures on Computer Architecture). Morgan & Claypool Publishers, 2019, ISBN 978-1627056427.
- mit James E. Smith: Space-Time Computing with Temporal Neural Networks (Synthesis Lectures on Computer Architecture). Morgan & Claypool Publishers, 2017, ISBN 978-1627059480.
- International Symposium on Computer Architecture (ISCA 2013), ACM SIGARCH CAN Version (V41, N3). Association for Computing Machinery (ACM), 2013, ISBN 978-1450320795.